# ساوت بند (ایندیانا)
ساوث بند (به انگلیسی: South Bend) شهری در ایالت ایندیانا، ایالات متحده آمریکا است. در سرشماری سال ۲۰۰۰، جمعیت این شهر ۱۰۷٬۷۸۹ نفر اعلام شد.